# Енс (місто)
Енс (нім. Enns) — місто в Австрії у складі федеральної землі Верхня Австрія, на березі річки Енс неподалік від місця її впадіння до Дунаю.
Енс знаходиться за 17 кілометрів на південний схід від Лінцу, стоїть на залізничній та автомобільній магістралях Відень — Лінц.
Енс вважається найстарішим австрійським містом. Патент, що надає Енсу міське право, датовано 1212 роком.

## Історія

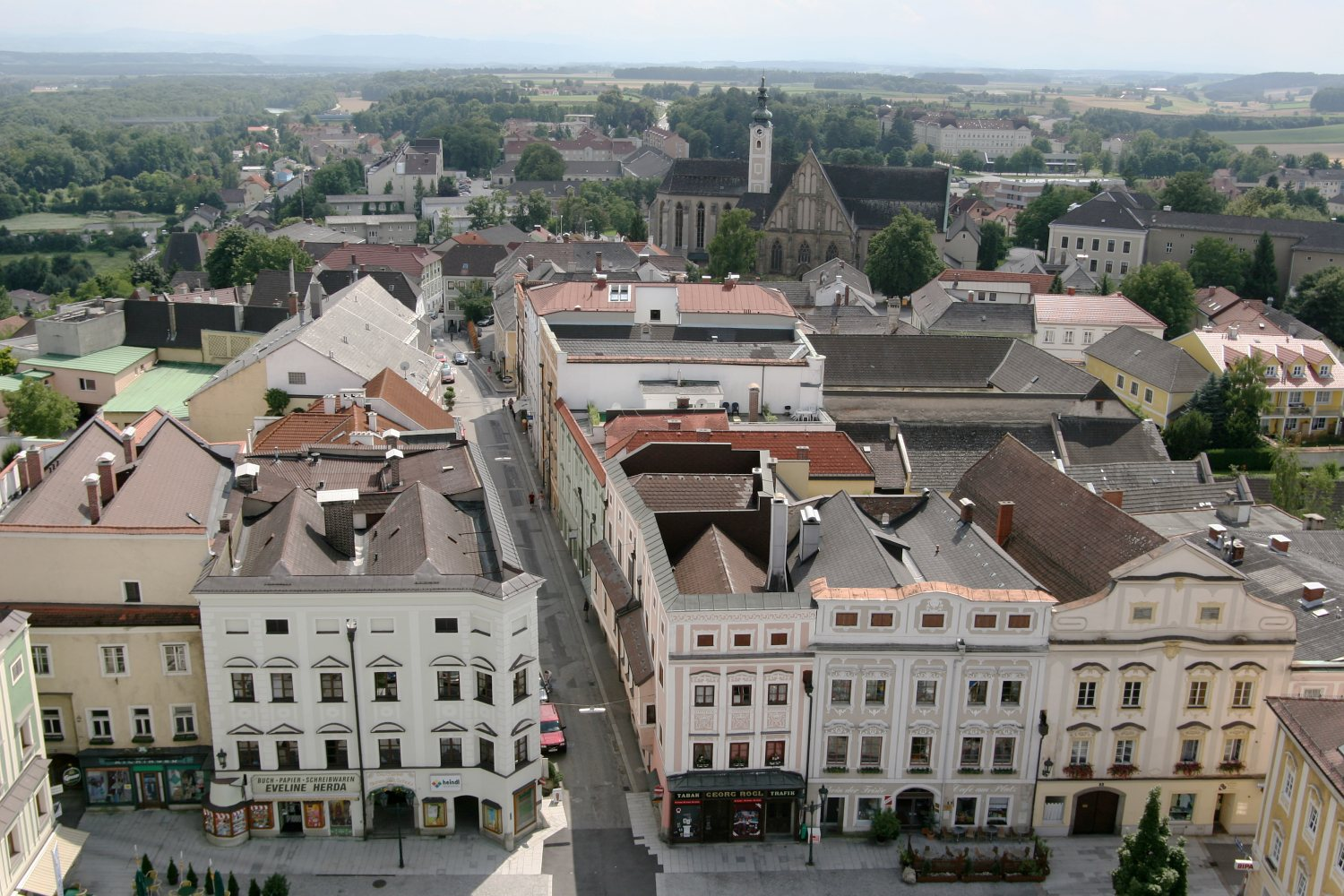
Вид на Енс з міської вежі

Перші поселення в районі впадіння річки Енс до Дунаю датуються II тисячоліттям до нашої ери. У IV столітті до н. е. у цій області розселились кельти, що створили тут державу Норик, яка у свою чергу у 15 році до н. е. увійшла до складу Римської імперії. У II столітті на території сучасного Енса виник римський воєнний табір Лауріакум, який налічував до 6 000 легіонерів. 212 року населений пункт, що виріс на місці табору, отримав від імператора Каракалли привілеї муніципалітету. На той час в Лауріакумі проживало близько 30 тисяч чоловік. Під час переслідувань християн імператором Діоклетіаном 4 травня 304 року в місті мученицьки загинув Святий Флоріан, втоплений у річці Енс. Близько 370 року в місті було зведено ранньохристиянську базиліку, на місці якої у 1344 році було збудовано церкву Лорха, що існує до сьогодення.
У 900 році на пагорбі Георгенберг, у центрі сучасного Енса, було зведено замок Енісибург, що слугував форпостом Баварії проти угорських вторгнень. Пізніше замок було перебудовано й він дістав назву Енсегг. Навколо замку виник торговельний центр, що отримав від маркграфа Отакара II у XII столітті право проведення ярмарок. У той час долина Енсу входила до складу Штирійської марки.
1186 року, після підписання Санкт-Георгенберзької угоди, Штирія разом з Енсом перейшла під владу австрійських герцогів. 1212 року Енс отримав статус міста від герцога Леопольда VI — перший випадок на території сучасної Австрії. Після розподілів володінь Габсбургів у XIV столітті місто було відділено від штирійського герцогства та увійшло до складу власне Австрії (пізніше — коронної землі Верхня Австрія).

## Пам'ятки

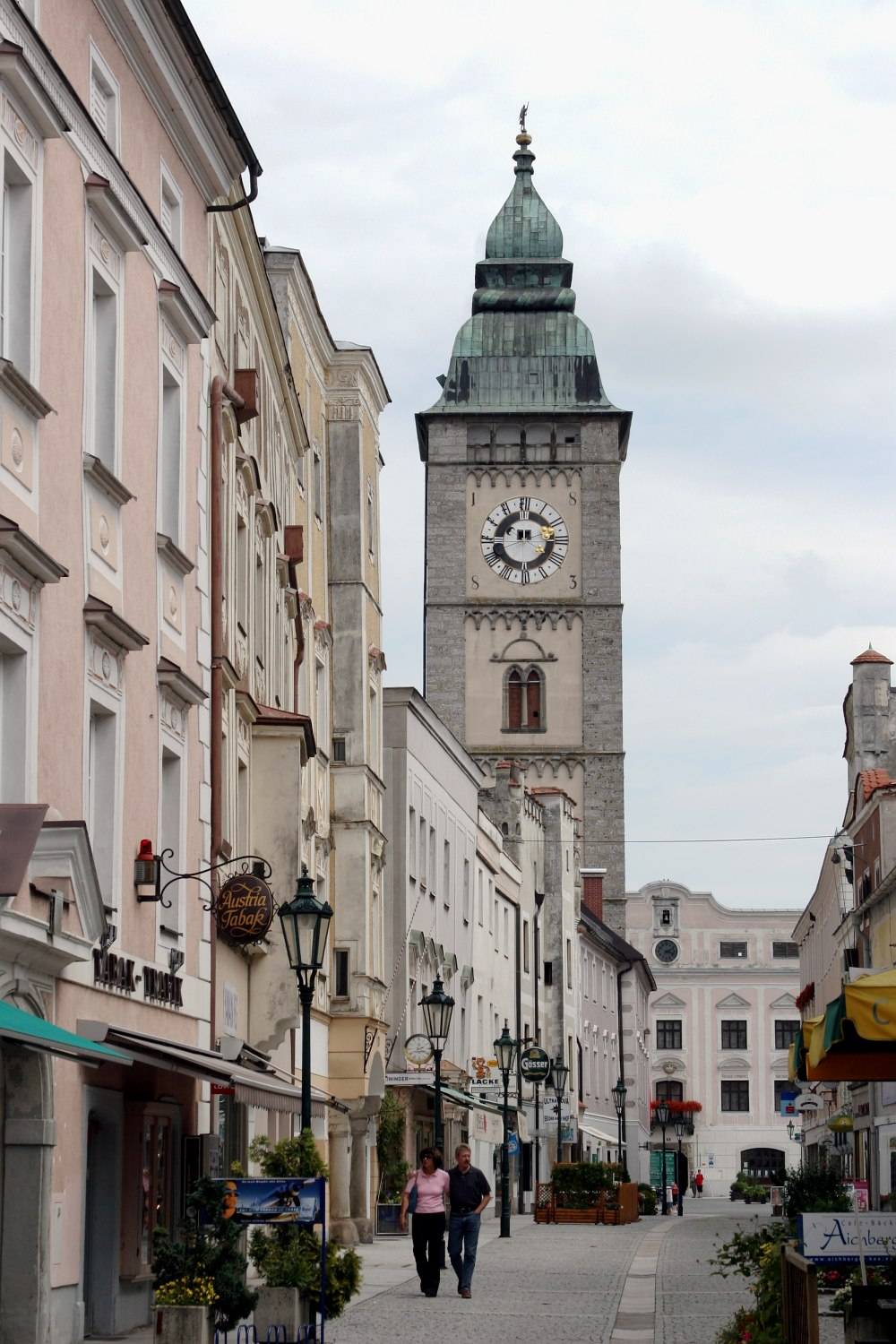
Історичний центр Енса з міською вежею

- Архітектурним символом Енса є міська вежа на головному майдані міста, зведена у 1564—1568 роках.
- Готичний собор Санкт-Лауренц збудовано в XIII столітті на фундаменті старішої культової споруди.
- Музей давньоримського табору Лауріакум.

## Політична ситуація
Бургомістр комуни — Франц Штефан Карлінгер (СДПА).
Рада представників комуни (нім. Gemeinderat) складається з 37 місць.
- СДПА займає 21 місце.
- АНП займає 12 місць.
- Австрійські зелені займають 3 місця.
- АПС займає 1 місце.